# 李泽峰
李泽峰（1960年6月—），男，汉族，宁夏银川人，中华人民共和国政治人物，曾任宁夏回族自治区政协副主席、中共宁夏回族自治区党委组织部常务副部长。
2022年5月30日，因理想信念动摇，纪法意识淡漠，违反中央八项规定精神，违规收受礼金，利用职权和职务上的影响为他人谋取利益并收受财物，长期违规借用他人大额钱款并通过民间借贷、投资入股等方式获取收益，构成严重违纪违法，但鉴于其能够积极配合组织审查，如实供述组织已掌握的问题，主动交代组织未掌握的问题，退缴全部违纪违法所得，中央纪委国家监委决定给予其留党察看一年、政务撤职处分，降为二级巡视员；按规定调整其享受的待遇；终止其党的十九大代表、宁夏回族自治区第十二次党代会代表资格，免去其宁夏回族自治区党委委员职务；收缴其违纪违法所得。 